# シュテファン・フライガング
シュテファン・フライガング（Stephan Freigang、1967年9月27日 - ）は、ドイツ（当時東ドイツのブランデンブルク州出身）の陸上競技選手。1992年バルセロナオリンピックの銅メダリストである。

## 経歴
フライガングは若いころから長距離種目を得意としていた。1987年に初マラソンとなったブダペストマラソンで2時間14分34秒の記録で優勝を果たす。1990年にはベルリンマラソンで4位となり、さらに、同年の10000mのベスト記録は28分05秒と、ドイツの年間ベスト記録を出している。
1992年のバルセロナオリンピックには、当初10000mで出場するつもりであったが、国内選考レースで敗れ出場を逃す。しかし、1991年の12月のパレルモマラソンで2時間12分00秒で優勝していたことから、オリンピックにはマラソンで出場できることとなった。
バルセロナオリンピックのマラソンは、30kmが過ぎると先頭集団がばらけ始めた。フライガングは先頭にはついていけなかったものの、前から落ちてくる選手を追い抜いてゆきついに3位に浮上。しかし、日本の中山竹通に追いつかれゴール寸前までメダルをかけたデッドヒートが続く。フライガングは3位でスタジアムに現れたが中山に追い抜かれてしまう。しかし、ゴール直前中山を突き放し、2秒差で3位となり銅メダルを獲得した。
フライガングは、4年後の1996年アトランタオリンピックにも出場しているが途中棄権に終わっている。その後も2005年まで現役を続けたが目立った活躍を残すことはなかった。

## 自己ベスト
- ハーフマラソン - 1時間00分36秒
- マラソン - 2時間09分45秒 (1990年)

## 主な実績
| 年   | 大会                   | 結果 | 記録          |
| ---- | ---------------------- | ---- | ------------- |
| 1987 | ブダペストマラソン     | 1位  | 2時間14分34秒 |
| 1990 | ベルリンマラソン       | 4位  | 2時間09分45秒 |
| 1991 | パレルモマラソン       | 1位  | 2時間12分00秒 |
| 1992 | バルセロナオリンピック | 3位  | 2時間14分00秒 |
| 1996 | アトランタオリンピック | -    | DNF           |
| 1997 | ケルンマラソン         | 1位  | 2時間11分58秒 |
| 2000 | ライプツィヒマラソン   | 1位  | 2時間15分57秒 |